# Parafia św. Stanisława Biskupa i Męczennika w Pobieli
Parafia św. Stanisława Biskupa i Męczennika w Pobieli – znajduje się w dekanacie Góra wschód w archidiecezji wrocławskiej. Erygowana w 2001 roku.
Obsługiwana przez księży archidiecezjalnych. Jej proboszczem był ks. mgr Adam Olczykowski. Od 2024 funkcję proboszcza pełni ks. Krzysztof Salik (w latach 2023-2024 administrator). 

## Parafialne księgi metrykalne
| Księgi metrykalne | Okres ewidencji |
| ----------------- | --------------- |
| chrztów           | 2001 -          |
| ślubów            | 2001 -          |
| zgonów            | 2001 -          |